# Rahibai Soma Popere
Rahibai Soma Popere (Kombhalne, 1964) es una agricultora y conservacionista india. Ayuda a otros agricultores a retomar las variedades autóctonas de cultivo, especialmente la judía egipcia. En 2018, la BBC la incluyó en el listado de 100 Mujeres como reconocimiento a su labor.

## Trayectoria
Popere es de la aldea de Kombhalne ubicada en el franja Akole, en el distrito de Ahmednagar, estado de Maharashtra. No ha recibido educación formal y toda su vida ha trabajado en granjas por lo que tiene un conocimiento extraordinario de la diversidad de cultivos. Centra su trabajo en la biodiversidad agrícola liderada por mujeres. Conserva cerca de 20 hectáreas de tierras de cultivo, donde crecen 17 plantas diferentes. En 2017, tras visitar sus tierras, la Fundación de Investigación para el Desarrollo BAIF descubrió que tenía suficientes productos para satisfacer las necesidades dietéticas de una familia durante todo un año.
Desarrolló una variedad de judías egipcias para grupos de autoayuda y familias de pueblos cercanos. Raghunath Mashelkar, la antigua directora general del Consejo de Investigación Científica e Industrial la calificó como "Madre Semilla". Es miembro activo del grupo de autoayuda Kalsubai Parisar Biyanee Savardhan Samiti (comité para la conservación de semillas de la región de Kalsubai). Popere ha creado sus propios métodos para recoger agua en las granjas, convirtiendo el páramo en un espacio productivo. Capacita a agricultores y estudiantes sobre las formas de seleccionar las semillas, el mantenimiento de los suelos fértiles y el control de las plagas. Es experta en el cultivo de arroz y ha aprendido a criar aves con el apoyo del Instituto de Transferencia de Tecnología de Maharashtra para Áreas Rurales (MITTRA).

## Reconocimientos
- BBC 100 Women 2018.[8]
- El premio al mejor ahorro de semillas.[2]
- Premio al mejor agricultor de la Fundación de Investigación para el Desarrollo BAIF.[2]
- Nari Shakti Puraskar, 2018, instituido por el Ministerio de Desarrollo de la Mujer y el Niño , Gobierno de la India.[9]

En enero de 2015, recibió el reconocimiento de Prem Mathur como investigadora honoraria de Bioversity International y de la presidencia de RR Hanchinal, un organismo gubernamental para la protección de variedades de plantas y derechos de los agricultores en la India.